# Marco Terrazzino
Marco Terrazzino (Mannheim, 15 april 1991) is een Duits-Italiaans voormalig voetballer die doorgaans speelde als linksbuiten. Tussen 2008 en 2025 was hij actief voor 1899 Hoffenheim, Karlsruher SC, SC Freiburg, VfL Bochum, opnieuw 1899 Hoffenheim, opnieuw SC Freiburg, Dynamo Dresden, SC Paderborn Lechia Gdańsk en Wuppertaler SV.

## Clubcarrière
Terrazzino begon zijn carrière als voetballer in de jeugdopleiding van VfL Neckarau en na vier jaar daar verkaste hij naar 1899 Hoffenheim. Bij die club mocht de aanvaller een jaar later in het belofteteam uitkomen, voordat hij in januari 2009 zijn debuut maakte voor het eerste elftal. Twee jaar later vertrok hij samen met teamgenoot Pascal Groß naar Karlsruher SC. Op 22 mei 2012 werd bekend dat Terrazzino een driejarige verbintenis had ondertekend bij SC Freiburg. Na passages bij Karlsruher SC en VfL Bochum verkaste hij in 2016 transfervrij naar zijn oude jeugdploeg 1899 Hoffenheim. Bij die club ondertekende Terrazzino een verbintenis voor de duur van twee seizoenen.
De vleugelspeler keerde in de zomer van 2017 terug naar SC Freiburg. In januari 2020 werd Terrazzino voor een halfjaar verhuurd aan Dynamo Dresden. Na zijn terugkeer in Freiburg besloten club en speler uit elkaar te gaan. Daarop tekende hij tot het einde van het seizoen bij SC Paderborn. Medio 2021 nam Lechia Gdańsk hem transfervrij over. Terrazzino keerde in september 2023 terug naar Duitsland, toen zijn contract afliep en hij bij Wuppertaler SV tekende. Hij besloot in juli 2025 om op vierendertigjarige leeftijd een punt achter zijn actieve loopbaan te zetten.

## Clubstatistieken
| Seizoen | Club             | Competitie        | Competitie | Competitie | Beker | Beker | Internationaal | Internationaal | Totaal | Totaal |
| Seizoen | Club             | Competitie        | Wed.       | Dlp.       | Wed.  | Dlp.  | Wed.           | Dlp.           | Wed.   | Dlp.   |
| ------- | ---------------- | ----------------- | ---------- | ---------- | ----- | ----- | -------------- | -------------- | ------ | ------ |
| 2008/09 | 1899 Hoffenheim  | Bundesliga        | 11         | 0          | 0     | 0     | —              | —              | 11     | 0      |
| 2009/10 | 1899 Hoffenheim  | Bundesliga        | 8          | 0          | 2     | 0     | —              | —              | 10     | 0      |
| 2010/11 | Karlsruher SC    | 2. Bundesliga     | 11         | 1          | 0     | 0     | —              | —              | 11     | 1      |
| 2011/12 | Karlsruher SC    | 2. Bundesliga     | 27         | 2          | 2     | 0     | —              | —              | 29     | 2      |
| 2012/13 | SC Freiburg      | Bundesliga        | 6          | 1          | 0     | 0     | —              | —              | 6      | 1      |
| 2013/14 | SC Freiburg      | Bundesliga        | 2          | 1          | 0     | 0     | —              | —              | 2      | 1      |
| 2014/15 | VfL Bochum       | 2. Bundesliga     | 29         | 5          | 2     | 0     | —              | —              | 31     | 5      |
| 2015/16 | VfL Bochum       | 2. Bundesliga     | 31         | 5          | 3     | 2     | —              | —              | 34     | 7      |
| 2016/17 | 1899 Hoffenheim  | Bundesliga        | 9          | 1          | 1     | 0     | —              | —              | 10     | 1      |
| 2017/18 | SC Freiburg      | Bundesliga        | 24         | 0          | 2     | 0     | —              | —              | 26     | 0      |
| 2018/19 | SC Freiburg      | Bundesliga        | 13         | 1          | 1     | 0     | —              | —              | 14     | 1      |
| 2019/20 | SC Freiburg      | Bundesliga        | 0          | 0          | 0     | 0     | —              | —              | 0      | 0      |
| 2019/20 | → Dynamo Dresden | 2. Bundesliga     | 14         | 2          | 0     | 0     | —              | —              | 14     | 2      |
| 2020/21 | SC Paderborn     | 2. Bundesliga     | 21         | 1          | 1     | 0     | —              | —              | 22     | 1      |
| 2021/22 | Lechia Gdańsk    | Ekstraklasa       | 22         | 4          | 1     | 0     | —              | —              | 23     | 4      |
| 2022/23 | Lechia Gdańsk    | Ekstraklasa       | 27         | 1          | 0     | 0     | 3              | 0              | 30     | 1      |
| 2023/24 | Wuppertaler SV   | Regionalliga West | 26         | 3          | 0     | 0     | —              | —              | 26     | 3      |
| 2024/25 | Wuppertaler SV   | Regionalliga West | 28         | 2          | 0     | 0     | —              | —              | 28     | 2      |
| Totaal  | Totaal           | Totaal            | 309        | 30         | 17    | 2     | 3              | 0              | 329    | 32     |